# Acarocybiopsis cubitaensis
Acarocybiopsis cubitaensis är en svampart som beskrevs av J. Mena, A. Hern. Gut. & Mercado 1999. Acarocybiopsis cubitaensis ingår i släktet Acarocybiopsis, divisionen sporsäcksvampar och riket svampar.   Inga underarter finns listade i Catalogue of Life.